# كليفورد باركلي
كليفورد باركلي هو سياسي كندي، ولد في 20 أغسطس 1876، وتوفي في 22 فبراير 1961.